# Süper Lig 2007/08
Die Turkcell Süper Lig 2007/08 war die 50. Saison der höchsten türkischen Spielklasse im Fußball der Männer. Sie startete am Freitag, dem 10. August 2007 mit dem Eröffnungsspiel zwischen Istanbul Büyükşehir Belediyespor und den amtierenden Meister Fenerbahçe Istanbul im Atatürk-Olympiastadion und endete am 10. Mai 2008 mit dem 34. Spieltag.
Türkischer Meister wurde Galatasaray Istanbul. Absteigen mussten Vestel Manisaspor, Çaykur Rizespor und Kasımpaşa Istanbul.

## Teilnehmer
Für die Süper Lig 2007/08 sind zu den aus der vorherigen Saison verbliebenen 15 Vereine die drei Aufsteiger aus der letzten Zweitligasaison dazugekommen. Die Aufsteiger waren der Erst- und Zweitplatzierten der 2. Liga Gençlerbirliği OFTAŞ, Istanbul BB, sowie Kasımpaşa Istanbul als Playoff-Sieger. Während Kasımpaşa nach 43 Jahren zurückkehrte, bedeutete der Aufstieg für Gençlerbirliği OFTAŞ und Istanbul BB die erste Erstligasaison der Vereinsgeschichte.
| Verein                | Stadt     | Vorjahr    |
| --------------------- | --------- | ---------- |
| Fenerbahçe Istanbul   | Istanbul  | Meister    |
| Beşiktaş Istanbul     | Istanbul  | 2.         |
| Galatasaray Istanbul  | Istanbul  | 3.         |
| Trabzonspor           | Trabzon   | 4.         |
| Kayserispor           | Kayseri   | 5.         |
| Gençlerbirliği Ankara | Ankara    | 6.         |
| Sivasspor             | Sivas     | 7.         |
| Ankaraspor            | Ankara    | 8.         |
| Konyaspor             | Konya     | 9.         |
| Bursaspor             | Bursa     | 10.        |
| Gaziantepspor         | Gaziantep | 11.        |
| Vestel Manisaspor     | Manisa    | 12.        |
| MKE Ankaragücü        | Ankara    | 13.        |
| Denizlispor           | Denizli   | 14.        |
| Çaykur Rizespor       | Rize      | 15.        |
| Gençlerbirliği OFTAŞ  | Ankara    | Aufsteiger |
| Istanbul BB           | Istanbul  | Aufsteiger |
| Kasımpaşa Istanbul    | Istanbul  | Aufsteiger |

## Saisonverlauf

### Meisterschaftsentscheidung

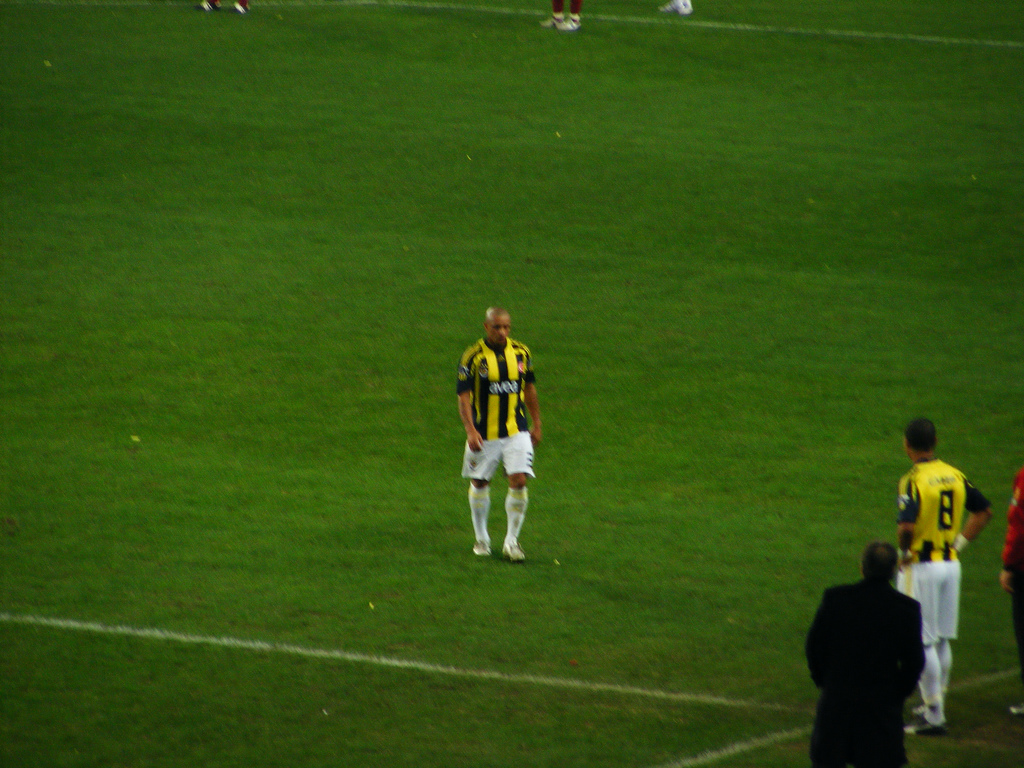
Roberto Carlos im Fenerbahçe-Trikot

Die Meisterschaft sicherte sich Galatasaray Istanbul bereits zum 17. Mal und wurde mit Fenerbahçe Istanbul gemeinsam Rekordmeister. Galatasaray wollte nach den schlechten Leistungen in der Vorsaison die Mannschaft neu umkrempeln, daher verpflichteten die Rot-Gelben den früheren Gala-Trainer Karl-Heinz Feldkamp. Für die neue Mannschaft verpflichtete Galatasaray unter anderem den Schalker Lincoln und Shabani Nonda. Fenerbahçe gelang mit Roberto Carlos von Real Madrid ebenfalls ein sportlich großer Transfer.
Die Saison eröffnete Fener Auswärts gegen den Aufsteiger Istanbul BB und verlor überraschend mit 2:1. Galatasaray starten am 1. Spieltag mit einem 4:0-Sieg gegen Çaykur Rizespor. Nach fünf Spieltagen stand Galatasaray mit 13 Punkten auf Platz eins, gefolgt von Sivasspor mit 12 Punkten. Fenerbahçe war zu diesem Zeitpunkt Achter. Am 15. Spieltag kam es zum Derby Fenerbahçe gegen Galatasaray. Bis zu diesem Spieltag war Gala ungeschlagen, wodurch ein Sieg für Fener noch von größerer Bedeutung war. Fenerbahçe besiegte Galatasaray mit 2:0 und lag ein Punkt hinter Galatasaray auf Platz drei. Die Überraschungsmannschaft Sivasspor übernahm an diesem Spieltag die Tabellenführung und wurde zwei Wochen später inoffiziell Herbstmeister.

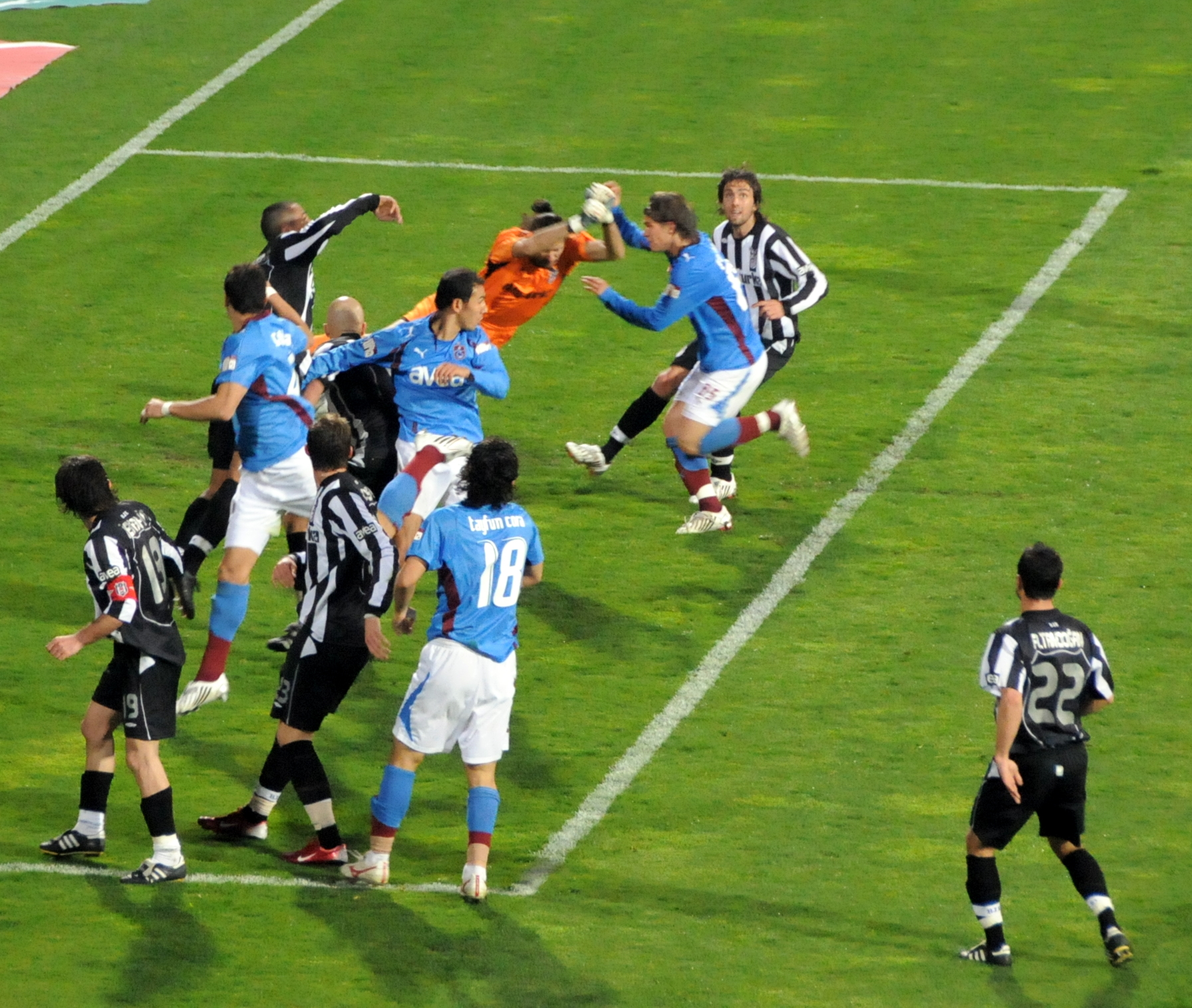
Eines der turbulentesten Spiele der Saison, Beşiktaş Istanbul – Trabzonspor (3:0)

Während des Wochenendes des 29. Spieltages vermeldete Galatasaray das Karl-Heinz Feldkamp mit sofortiger Wirkung den Posten als Chef-Trainer gekündigt hat, nach unüberwindbaren Meinungsverschiedenheiten mit dem Galatasaray-Management. Somit waren die Löwen 6 Wochen vor Saisonende ohne Trainer. Der Assistenz-Trainer Cevat Güler übernahm die Mannschaft bis zum Sommer. Mit ihm als technischen Leiter verlor Galatasaray keines seiner Spiele in der Liga.
Zwei Spieltage vor Saisonende führte Fener die Liga an. Nun kam es erneut zum Derby zwischen Galatasaray und Fenerbahçe im Ali-Sami-Yen-Stadion. Beide Mannschaften gingen mit jeweils 70 Punkten ins Spiel. Gala konnte das Spiel für sich entscheiden und wurde Erster. Galatasaray konnte nun aus eigener Kraft Meister werden, wenn sie mindestens ein Spiel gewinnen und ein Spiel Remis beenden würde. Die Verfolger Fenerbahçe sowie Sivasspor, die eine Woche später auf Galatasaray traf, hatten eine realistische Chance. Für Beşiktaş ging es nur noch um die Qualifikation für die UEFA Champions League.
Am vorletzten Spieltag schauten alle Fußballfans nach Sivas. Sivasspor spielte gegen Galatasaray. Zeitgleich spielten Fenerbahçe Heim und Beşiktaş Auswärts. Fener sowie Beşiktaş erfüllten ihre Pflicht und gewannen ihre Partien. In Sivas ging es mit dem Ergebnis hin und her. Nach 90 Minuten stand es 5:3 für Galatasaray. Somit benötigten die Rot-Gelben ein Punkt um die Meisterschaft zu gewinnen. In der letzten Woche machte Gala den Meistertitel mit einem 2:0-Sieg perfekt.

### Abstiegskampf
Bis auf 6. Platz konnte rein rechnerisch jede Mannschaft am 30. Spieltag noch absteigen. Kasımpaşa Istanbul war der erste Absteiger, trotz einer Leistungssteigerung in der Rückrunde und einem überraschend Sieg gegen Galatasaray Istanbul stieg der Neuling wieder zurück in die Bank Asya 1. Lig. Am 32. Spieltag musste Çaykur Rizespor nach 5 Jahren in der Süper Lig Abschied nehmen, durch ein 0:3 gegen Kayserispor war es zwar mathematisch noch möglich, jedoch durch den direkten Vergleich mit Gençlerbirliği Ankara und Konyaspor nicht mehr. Vestel Manisaspor musste sich am vorletzten Spieltag als Letzter Absteiger geschlagen geben. In der Partie gegen Kasimpasaspor verloren die Schwarz-Weißen mit 2:1 und konnten dadurch nicht mehr das rettende Ufer erreichen.
Alle drei Teams hatten zweimal ihre Trainer während der Saison entlassen bei Manisaspor mussten Giray Bulak und Yılmaz Vural gehen als Nachfolger kam Levent Eriş. In Rize übernahm zu Saisonbeginn Rıza Çalımbay die Mannschaft. Danach kehrte Safet Sušić zurück, der trat jedoch nach kurzer Zeit zurück auf ihn folgte Erdoğan Arıca. Beim Neuling und Absteiger Kasimpasa wurde Ömer Özcan entlassen als Nachfolger kam Werner Lorant zurück in die Türkei. Lorant verlor alle seiner sechs Spiele mit der Mannschaft und wurde gefeuert. Sein Erbe trat der frühere Galatasaray-Spieler Uğur Tütüneker an.

## Abschlusstabelle
| Pl. | Verein                   | Sp. | S  | U  | N  | Tore    | Diff. | Punkte |
| --- | ------------------------ | --- | -- | -- | -- | ------- | ----- | ------ |
| 1.  | Galatasaray Istanbul     | 34  | 24 | 7  | 3  | 064:230 | +41   | 79     |
| 2.  | Fenerbahçe Istanbul (M)  | 34  | 22 | 7  | 5  | 072:370 | +35   | 73     |
| 3.  | Beşiktaş Istanbul (P)    | 34  | 23 | 4  | 7  | 058:320 | +26   | 73     |
| 4.  | Sivasspor                | 34  | 23 | 4  | 7  | 057:290 | +28   | 73     |
| 5.  | Kayserispor              | 34  | 15 | 10 | 9  | 050:310 | +19   | 55     |
| 6.  | Trabzonspor              | 34  | 14 | 7  | 13 | 044:390 | +5    | 49     |
| 7.  | Denizlispor              | 34  | 13 | 6  | 15 | 048:480 | ±0    | 45     |
| 8.  | MKE Ankaragücü           | 34  | 11 | 10 | 13 | 036:440 | −8    | 43     |
| 9.  | Gaziantepspor            | 34  | 11 | 10 | 13 | 036:450 | −9    | 43     |
| 10. | Ankaraspor               | 34  | 10 | 11 | 13 | 035:380 | −3    | 41     |
| 11. | Gençlerbirliği OFTAŞ (N) | 34  | 10 | 10 | 14 | 030:360 | −6    | 40     |
| 12. | Istanbul BB (N)          | 34  | 10 | 8  | 16 | 044:470 | −3    | 38     |
| 13. | Bursaspor                | 34  | 9  | 11 | 14 | 031:400 | −9    | 38     |
| 14. | Konyaspor                | 34  | 10 | 6  | 18 | 037:640 | −27   | 36     |
| 15. | Gençlerbirliği Ankara    | 34  | 9  | 8  | 17 | 044:510 | −7    | 35     |
| 16. | Vestel Manisaspor        | 34  | 7  | 8  | 19 | 042:620 | −20   | 29     |
| 17. | Çaykur Rizespor          | 34  | 7  | 8  | 19 | 032:640 | −32   | 29     |
| 18. | Kasımpaşa Istanbul (N)   | 34  | 8  | 5  | 21 | 026:560 | −30   | 29     |

Platzierungskriterien: 1. Punkte – 2. Direkter Vergleich (Punkte, Tordifferenz, geschossene Tore) – 3. Tordifferenz – 4. geschossene Tore

| (M) | amtierender türkischer Meister         |
| (P) | amtierender türkischer Pokalsieger     |
| (N) | Neuaufsteiger aus der 2. Lig A 2006/07 |

## Kreuztabelle
Die Kreuztabelle stellt die Ergebnisse aller Spiele dieser Saison dar. Die Heimmannschaft ist in der linken Spalte aufgelistet und die Gastmannschaft in der obersten Reihe.
| 2007/08 | 2007/08               | Galatasaray Istanbul | Fenerbahçe Istanbul | Beşiktaş Istanbul | Sivasspor |     | Trabzonspor | Denizlispor | MKE Ankaragücü | Gaziantepspor | Ankaraspor | GB Oftaş | Istanbul BB | Bursaspor | Konyaspor | Gençlerbirliği Ankara | Vestel Manisaspor | Çaykur Rizespor | Kasımpaşa Istanbul |
| ------- | --------------------- | -------------------- | ------------------- | ----------------- | --------- | --- | ----------- | ----------- | -------------- | ------------- | ---------- | -------- | ----------- | --------- | --------- | --------------------- | ----------------- | --------------- | ------------------ |
| 01.     | Galatasaray Istanbul  |                      | 1:0                 | 2:1               | 2:0       | 2:0 | 1:0         | 2:1         | 1:0            | 0:0           | 0:0        | 2:0      | 2:2         | 1:0       | 6:0       | 3:2                   | 6:3               | 4:0             | 0:1                |
| 02.     | Fenerbahçe Istanbul   | 2:0                  |                     | 2:1               | 1:0       | 2:1 | 3:2         | 4:1         | 2:0            | 2:1           | 4:2        | 3:1      | 2:2         | 0:2       | 4:1       | 3:2                   | 4:1               | 1:1             | 3:0                |
| 03.     | Beşiktaş Istanbul     | 1:0                  | 1:2                 |                   | 1:2       | 0:0 | 3:0         | 3:2         | 3:1            | 3:1           | 3:2        | 0:1      | 0:0         | 3:0       | 1:0       | 1:0                   | 5:1               | 1:1             | 4:2                |
| 04.     | Sivasspor             | 3:5                  | 1:4                 | 1:2               |           | 1:0 | 2:0         | 2:0         | 3:2            | 2:0           | 2:1        | 1:0      | 2:1         | 3:2       | 3:0       | 2:0                   | 1:0               | 0:0             | 4:0                |
| 05.     | Kayserispor           | 1:1                  | 2:1                 | 2:0               | 0:1       |     | 1:0         | 1:1         | 0:2            | 3:1           | 3:1        | 1:1      | 1:2         | 4:1       | 3:0       | 3:0                   | 3:1               | 3:0             | 2:0                |
| 06.     | Trabzonspor           | 0:1                  | 2:0                 | 2:3               | 0:3       | 2:1 |             | 2:0         | 0:0            | 3:2           | 2:1        | 1:2      | 2:1         | 2:1       | 1:0       | 0:0                   | 2:2               | 5:1             | 2:1                |
| 07.     | Denizlispor           | 1:2                  | 0:1                 | 1:2               | 1:2       | 2:0 | 2:0         |             | 1:1            | 2:1           | 1:0        | 2:1      | 2:3         | 0:0       | 2:1       | 3:2                   | 3:2               | 5:1             | 0:1                |
| 08.     | MKE Ankaragücü        | 0:4                  | 0:0                 | 0:2               | 2:2       | 1:1 | 0:2         | 3:2         |                | 1:0           | 1:1        | 2:0      | 1:0         | 2:0       | 0:3       | 2:2                   | 1:0               | 1:0             | 2:2                |
| 09.     | Gaziantepspor         | 1:1                  | 0:5                 | 0:1               | 0:0       | 4:3 | 1:1         | 1:2         | 2:1            |               | 1:0        | 1:1      | 1:0         | 1:0       | 2:1       | 2:2                   | 1:0               | 1:1             | 2:0                |
| 10.     | Ankaraspor            | 0:1                  | 2:2                 | 0:0               | 2:0       | 0:3 | 1:0         | 0:0         | 1:2            | 1:1           |            | 1:0      | 1:1         | 1:1       | 1:1       | 2:0                   | 1:0               | 1:2             | 2:0                |
| 11.     | Gençlerbirliği OFTAŞ  | 0:0                  | 1:1                 | 0:1               | 0:1       | 1:1 | 0:2         | 0:2         | 2:1            | 1:2           | 0:0        |          | 3:2         | 2:2       | 0:1       | 1:1                   | 1:0               | 2:0             | 0:1                |
| 12.     | Istanbul BB           | 0:3                  | 2:0                 | 2:1               | 0:2       | 1:1 | 1:2         | 0:2         | 1:2            | 1:2           | 0:1        | 1:0      |             | 1:0       | 5:0       | 0:0                   | 4:1               | 2:1             | 2:0                |
| 13.     | Bursaspor             | 0:1                  | 1:1                 | 0:1               | 0:1       | 0:1 | 1:1         | 1:1         | 2:1            | 1:1           | 0:0        | 1:1      | 2:2         |           | 1:0       | 2:1                   | 1:0               | 2:1             | 1:0                |
| 14.     | Konyaspor             | 0:1                  | 1:4                 | 1:2               | 2:1       | 1:1 | 1:0         | 2:2         | 1:0            | 1:1           | 1:3        | 0:1      | 3:2         | 2:0       |           | 1:1                   | 4:2               | 2:1             | 2:1                |
| 15.     | Gençlerbirliği Ankara | 0:1                  | 1:2                 | 1:2               | 0:2       | 1:1 | 2:1         | 1:2         | 1:0            | 2:0           | 1:3        | 1:2      | 2:1         | 1:3       | 6:1       |                       | 0:2               | 4:1             | 3:1                |
| 16.     | Vestel Manisaspor     | 2:2                  | 1:1                 | 1:2               | 1:1       | 0:1 | 1:1         | 3:2         | 1:2            | 1:0           | 2:1        | 0:2      | 1:1         | 1:1       | 2:0       | 1:2                   |                   | 2:1             | 1:2                |
| 17.     | Çaykur Rizespor       | 2:5                  | 2:4                 | 1:2               | 0:2       | 0:0 | 0:4         | 2:0         | 0:0            | 2:1           | 0:1        | 0:0      | 3:1         | 2:0       | 2:2       | 0:2                   | 1:4               |                 | 2:0                |
| 18.     | Kasımpaşa Istanbul    | 0:1                  | 1:2                 | 1:2               | 0:4       | 0:2 | 0:0         | 1:0         | 2:2            | 0:1           | 3:1        | 1:3      | 1:0         | 0:2       | 2:1       | 0:0                   | 2:2               | 0:1             |                    |

## Torschützenliste
Der Torschützenkönig dieser Saison kam wie in der Saison zuvor aus den Reihen von Fenerbahçe Istanbul, es war Semih Şentürk. Der aus der eigenen Jugend von Fenerbahçe stammende Spieler schoss mit 17 Toren die meisten Tore in dieser Saison. 9 von 17 Toren machte der Türke als Joker. Hinter ihm wurde Filip Hološko (Vestel Manisaspor, später Beşiktaş) mit 15 Toren Zweiter.
Hakan Şükür übernahm in dieser Saison den Rekord für die meisten Tore in der Süper Lig. Şükür schoss insgesamt 249 Tore in seiner Karriere und verbessert den Rekord um 8 Tore. Mit 240 Toren ist Tanju Çolak hinter ihm.
| Pl. | Nat.      | Spieler           | Verein                                        | Tore |
| --- | --------- | ----------------- | --------------------------------------------- | ---- |
| 1   | Turkei    | Semih Şentürk     | Fenerbahçe Istanbul                           | 17   |
| 2   | Slowakei  | Filip Hološko     | Vestel Manisaspor (8) / Beşiktaş Istanbul (7) | 15   |
| 3   | Brasilien | Alex              | Fenerbahçe Istanbul                           | 14   |
|     | Mexiko    | Antonio de Nigris | Ankaraspor                                    | 14   |
|     | Turkei    | Mehmet Yıldız     | Sivasspor                                     | 14   |
|     | Turkei    | Umut Bulut        | Trabzonspor                                   | 14   |

## Scorerliste
| Pl. | Nat.      | Spieler       | Verein                                | Gesamt | Tore | Vorlagen |
| --- | --------- | ------------- | ------------------------------------- | ------ | ---- | -------- |
| 1   | Turkei    | Mehmet Yıldız | Sivasspor                             | 27     | 14   | 13       |
|     | Brasilien | Alex          | Fenerbahçe Istanbul                   | 27     | 14   | 13       |
| 3   | Turkei    | Semih Şentürk | Fenerbahçe Istanbul                   | 25     | 17   | 8        |
|     | Slowakei  | Filip Hološko | Vestel Manisaspor / Beşiktaş Istanbul | 25     | 15   | 10       |
| 5   | Brasilien | Deivid        | Fenerbahçe Istanbul                   | 22     | 11   | 11       |
| 6   | Turkei    | Arda Turan    | Galatasaray Istanbul                  | 21     | 7    | 14       |
|     | Turkei    | Umut Bulut    | Trabzonspor                           | 20     | 14   | 6        |

## Meiste Torvorlagen
| Pl. | Nat.      | Spieler          | Verein                                | Vorlagen |
| --- | --------- | ---------------- | ------------------------------------- | -------- |
| 1   | Turkei    | Arda Turan       | Galatasaray Istanbul                  | 14       |
| 2   | Turkei    | Mehmet Yıldız    | Sivasspor                             | 13       |
|     | Brasilien | Alex             | Fenerbahçe Istanbul                   | 13       |
|     | Turkei    | Erman Kılıç      | Istanbul BB                           | 13       |
| 5   | Brasilien | Deivid           | Fenerbahçe Istanbul                   | 11       |
| 6   | Slowakei  | Filip Hološko    | Vestel Manisaspor / Beşiktaş Istanbul | 10       |
|     | Chile     | Rodrigo Tello    | Beşiktaş Istanbul                     | 10       |
|     | Guinea-a  | Ibrahima Yattara | Trabzonspor                           | 10       |
|     | Portugal  | Neca             | Ankaraspor                            | 10       |

## Die Meistermannschaft von Galatasaray Istanbul
Es sind alle Spieler aufgelistet die mindestens zweimal auf der Ersatzbank saßen und während der Saison nicht verliehen worden sind.
| 1. | Galatasaray Istanbul |
|    | - Tor: Aykut Erçetin (13 Spiele/kein Tor); Fırat Kocaoğlu (–/–); Orkun Uşak (21/–) - Abwehr: Hakan Balta (27/3); Ismaël Bouzid (10/–); Servet Çetin (33/3); Emre Güngör (16/–); Semih Kaya (–/–); Rigobert Song (22/–); Uğur Uçar (21/–); Volkan Yaman (27/1) - Mittelfeld: Ayhan Akman (17/1); Ahmed Barusso (2/–); Okan Buruk (4/1); Marcelo Carrusca (3/1); Mehmet Güven (12/–); Lincoln (19/5); Tobias Linderoth (7/–); Barış Özbek (30/2); Sabri Sarıoğlu (22/1); Hasan Şaş (10/1); Mehmet Topal (26/1); Arda Turan (30/7) - Angriff: Serkan Çalık (17/3); Ümit Karan (30/11); Shabani Nonda (24/11); Hakan Şükür (28/11) - Trainer: Karl-Heinz Feldkamp1; Cevat Güler (Interimstrainer) 1Trat von seinem Trainerposten vor dem 29. Spieltag zurück. |

## Spielstätten
| Verein                | Stadion                 | Kapazität |                       | Verein                     | Stadion | Kapazität |
| Ankaraspor            | Yenikent Asaş Stadı     | 19.313    | Gençlerbirliği Oftaş  | 19 Mayıs Stadion           | 19.209  |           |
| Beşiktaş Istanbul     | İnönü-Stadion           | 32.145    | Istanbul Belediyespor | Atatürk-Olympiastadion     | 76.092  |           |
| Bursaspor             | Bursa Atatürk Stadı     | 18.587    | Kasımpaşa Istanbul    | Recep Tayyip Erdoğan Stadı | 9.392   |           |
| Çaykur Rizespor       | Rize Atatürk Stadı      | 10.459    | Kayserispor           | Kayseri Atatürk Stadı      | 25.918  |           |
| Denizlispor           | Denizli Atatürk Stadı   | 15.459    | Konyaspor             | Konya-Atatürk-Stadion      | 22.459  |           |
| Fenerbahçe Istanbul   | Şükrü-Saraçoğlu-Stadion | 50.509    | MKE Ankaragücü        | 19 Mayıs Stadion           | 19.209  |           |
| Galatasaray Istanbul  | Ali-Sami-Yen-Stadion    | 23.785    | Sivasspor             | Sivas 4 Eylül Stadı        | 11.500  |           |
| Gaziantepspor         | Kamil-Ocak-Stadion      | 14.325    | Trabzonspor           | Hüseyin-Avni-Aker-Stadion  | 19.649  |           |
| Gençlerbirliği Ankara | 19 Mayıs Stadion        | 19.209    | Vestel Manisaspor     | Manisa 19 Mayıs Stadı      | 10.025  |           |

## Auszeichnungen

### Elf des Jahres
- Torwart: Volkan Demirel (Fenerbahçe Istanbul)
- Abwehr: Abdurrahman Dereli (Sivasspor), Gökhan Gönül (Fenerbahçe Istanbul), Servet Çetin (Galatasaray Istanbul), Roberto Carlos (Fenerbahçe Istanbul)
- Mittelfeld: Mehmet Topal (Galatasaray Istanbul), Mehmet Aurélio (Fenerbahçe Istanbul), Mehmet Topuz (Kayserispor), Arda Turan (Galatasaray Istanbul)
- Sturm: Semih Şentürk (Fenerbahçe Istanbul), Mehmet Yıldız (Sivasspor)

### Trainer des Jahres
- Bülent Uygun (Sivasspor)

### Schiedsrichter des Jahres
- Fırat Aydınus